# Поширення в прямій видимості

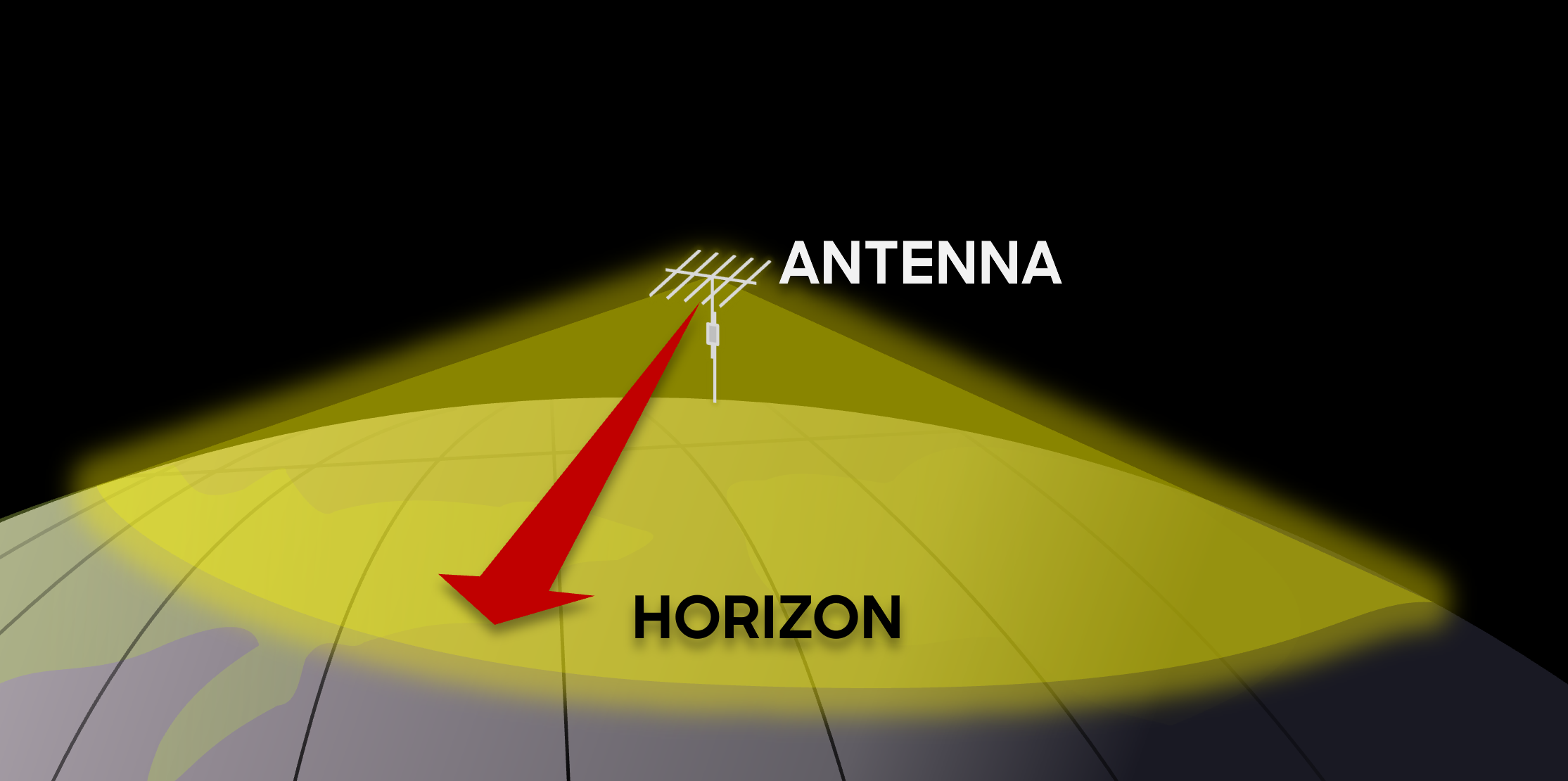
Поширення в прямій видимості до антени

Поширення в прямій видимості — характеристика електромагнітного випромінювання або поширення акустичних хвиль, що означає, що хвилі рухаються прямим шляхом від джерела до приймача. Електромагнітна передача включає випромінювання світла, що рухається по прямій. Промені або хвилі можуть дифракціюватись, заломлюватись, відбиватись або поглинатись атмосферою та перешкодами з матеріалом і, як правило, не можуть рухатися за горизонт або за перешкоди.
На відміну від поширення прямої видимості, при низькій частоті (нижче приблизно 3 МГц) внаслідок дифракції радіохвилі можуть рухатися у вигляді наземних хвиль, які йдуть по контуру Землі. Це дозволяє радіостанціям AM передаватися за горизонт. Крім того, частоти в короткохвильових смугах приблизно від 1 до 30 МГц можуть переломлюватися назад на Землю за допомогою іоносфери, що називається небесною хвилею або "пропусканням" розповсюдження, таким чином надаючи радіопередачам у цьому діапазоні потенційно глобальний діапазон.
Однак на частотах вище 30 МГц (УКВ і вище) та на нижчих рівнях атмосфери, жоден із цих ефектів не є суттєвим. Таким чином, будь-яка перешкода між передавальною антеною (передавачем) і приймальною антеною (приймачем) буде блокувати сигнал, як і світло, яке може відчувати око. Отже, оскільки здатність візуально бачити передавальну антену (нехтуючи обмеженнями роздільної здатності ока) приблизно відповідає здатності приймати від неї радіосигнал, характеристика поширення на цих частотах називається «пряма видимість». Найдальша можлива точка поширення називається "радіо горизонтом".
На практиці характеристики розповсюдження цих радіохвиль істотно змінюються залежно від точної частоти та сили переданого сигналу (функція як передавача, так і характеристик антени). Трансляція FM-радіо на порівняно низьких частотах близько 100 МГц, менше зазнають впливу будівель та лісів.

## Погіршення поширення в прямій видимості
Малопотужні мікрохвильові передавачі можуть бути закриті гілками дерев або навіть сильним дощем чи снігом. Наявність об’єктів поза межами прямої видимості може спричинити ефект дифракції, який порушить радіопередачу. Для найкращого розповсюдження простір, відомий як перша зона Френеля, не повинен мати перешкод.
Відбите випромінювання від поверхні ґрунту або солоної води також може гасити або посилювати прямий сигнал. Цей ефект можна зменшити, піднявши одну або обидві антени вище над землею: досягнуте зменшення втрат відоме як посилення за рахунок висоти.
Для розрахунку траєкторії прямої видимості з карт, важливо брати до уваги кривизну Землі, коли пряма візуальна фіксація неможлива. Конструкції з використанням мікрохвиль раніше використовували 4⁄3 радіусу землі для обчислення зазорів уздовж шляху поширення хвиль.

## Радіо горизонт
Радіогоризонт — геометричне місце точок, в яких прямі хвилі від антени дотичні до поверхні Землі. Якби Земля була ідеальною кулею без атмосфери, радіогоризонт був би колом.
Радіогоризонт передавальної та приймальної антен можна сумувати для збільшення ефективної дальності зв'язку.
На поширення радіохвиль впливають атмосферні умови, іоносферне поглинання та наявність перешкод, наприклад гір або дерев. Прості формули, які враховують вплив атмосфери, дають такий діапазон:
{\displaystyle \mathrm {horizon} _{\mathrm {km} }\approx 3.57\cdot {\sqrt {\mathrm {height} _{\mathrm {metres} }}}}
Ця проста формула дає у кращому випадку, приблизну максимальну відстань поширення радіохвиль.